# Michael Schultz
Pour les articles homonymes, voir Schultz et Michael Schultz (homonymie).
Ne doit pas être confondu avec Michael Schulz.
Michael Schultz est un producteur et réalisateur américain, né le 10 novembre 1938 à Milwaukee, dans le Wisconsin (États-Unis).

## Filmographie

### Réalisateur
- 1972 : To Be Young, Gifted, and Black (TV)
- 1972 : Together for Days
- 1974 : Honeybaby, Honeybaby
- 1975 : Ceremonies in Dark Old Men (TV)
- 1975 : Baretta (série télévisée)
- 1975 : Cooley High
- 1975 : Starsky et Hutch (série télévisée)
- 1976 : Car Wash
- 1977 : Which Way Is Up?
- 1977 : Greased Lightning (en)
- 1978 : Sgt. Pepper's Lonely Hearts Club Band
- 1979 : Scavenger Hunt
- 1981 : Bustin' Loose
- 1981 : Carbon Copy
- 1982 : Benny's Place (TV)
- 1983 : For Us the Living: The Medgar Evers Story (TV)
- 1984 : The Jerk, Too (TV)
- 1985 : Le Dernier Dragon (The Last Dragon)
- 1985 : Krush Groove
- 1987 : Timestalkers (TV)
- 1987 : The Spirit (TV)
- 1987 : Disorderlies (en)
- 1988 : Rock 'n' Roll Mom (TV)
- 1989 : Tarzan à Manhattan (TV)
- 1990 : Jury Duty: The Comedy (TV)
- 1990 : Hammer, Slammer, & Slade (TV)
- 1991 : Livin' Large!
- 1992 : Day-O (TV)
- 1993 : Diagnostic : Meurtre (série télévisée)
- 1994 : Chicago Hope : La Vie à tout prix (Chicago Hope) (série télévisée)
- 1994 : Young Indiana Jones and the Hollywood Follies (nl) (TV)
- 1995 : Shock Treatment (TV)
- 1996 : Young Indiana Jones: Travels with Father (TV)
- 1996 : Promised Land (en) (série télévisée)
- 1997 : The Practice : Donnell et Associés (série télévisée)
- 1998 : Killers in the House (TV)
- 1999 : The Adventures of Young Indiana Jones: Tales of Innocence (vidéo)
- 1999 : My Last Love (TV)
- 1999 : Ally (série télévisée)
- 1999 : Wasteland (série télévisée)
- 2001 : Philly (série télévisée)
- 2002 : L.A. Law: The Movie (TV)
- 2004 : Woman Thou Art Loosed

### Producteur
- 1985 : Krush Groove
- 1987 : Disorderlies (en)
- 1996 : American Summer (Phat Beach)
- 2002 : Everwood (série télévisée)